# Long Island, Bahamas
Long Island este o insulă din Bahamas care este străbătută de Tropicul Racului. Teritoriul ei constituie unul dintre districtele Bahamasului și este cunoscută ca cea mai pitorescă insulă din Bahamas. Capitala sa este Clarence Town. Populația din Long Island este de 3.094 de locuitori.

## Geografie
Long Island are aproximativ 130 km lungime și 6 km lățime în punctul său cel mai larg. Suprafața este de 596 km². Long Island este situată la aproximativ 265 km sud-est de capitala Nassau, care se află pe insula New Providence. Tropicul Racului străbate sfertul nordic al insulei.
Partea nord-estică a Long Islandului este remarcată pentru promontoriile stâncoase abrupte, în timp ce coasta de sud-vest este cunoscută pentru plajele sale albe și largi, cu nisip moale. Relieful variază mult de-a lungul insulei, cuprinzând întinderi plate albe din care se extrage sare, mlaștini, plaje și dealuri abrupte (în nord) și joase (în sud).
Long Island este cunoscută în special pentru peșterile sale, care au jucat un rol major în istoria insulei. Dean's Blue Hole⁠(d), situată la vest de orașul Clarence, este a doua cea mai adângă fosă subacvatică din lume, coborând la o adâncime de aproximativ 200 de metri, mai mult decât dublu față de adâncimea celor mai multe alte astfel de găuri.
Long Island este înconjurată de mici golfuri și intrânduri, inclusiv marele New Found Harbour, aflat la vest de Deadman's Cay, aproximativ în secțiunea mijlocie a insulei. Există, de asemenea, insule mai mici în larg, printre care se numără Sandy Cay.

## Istorie
Unii autori identifică Long Island ca fiind locul uneia dintre punctele de debarcare ale lui Cristofor Columb în timpul călătoriei⁠(d) sale din 1492. De exemplu, Joseph Judge⁠(d) și Samuel Eliot Morison⁠(d) identifică Long Island ca fiind corespunzătoare celei de-a treia insule vizitate de Columb, pe care a numit-o Fernandina și pe care poporul indigen Arawak o numea Yuma. Cu toate acestea, diverși alți istorici, geografi și alți autori identifică Fernandina ca fiind diferite alte insule din Bahamas, inclusiv Little Inagua⁠(d), Great Exuma și Insula Andros. Dovezile arheologice, inclusiv scaunele ceremoniale numite duhos, arată că tribul lucayan⁠(d) Taíno s-a stabilit pe Long Island, probabil în sistemul de peșteri al insulei. După dispariția lucayanilor, care au fost luați ca sclavi în Hispaniola și Cuba, nu a mai existat vreo așezare mare până la sosirea familiei Simms în 1720.
Un număr important de coloniști veniți aici erau în principal loialiști din New England și New Jersey și au ajuns pe Long Island după ce au fugit de Revoluția Americană. Aceste familii au fondat primele ferme, crescând în primul rând bovine și oi. În anii 1790, au început să sosească coloniști din Caroline⁠(d) și au început să înființeze plantații de bumbac. Plantațiile au înflorit doar câțiva ani și, până la abolirea sclaviei în 1834, majoritatea ajunseseră deja abandonate. Există multe ruine din această epocă astăzi, majoritatea fiind acoperite de tufărișuri. Există, de asemenea, rămășițe ale unor case construite după sclavie, care sunt de obicei mici și construite din piatră. La început, aveau acoperișuri din stuf; astăzi, cele mai multe sunt de șindrilă. Descendenții acestor familii continuă să fie răspândiți pe insulă.

## Așezări
Clarence Town, situat în partea de sud-centrală a insulei, are o populație de 86 de locuitori. În apropiere Deadman's Cay (pop. 328) se află așezarea majoră din centrul insulei, unde se află aeroportul Deadman's Cay, care derulează zboruri zilnice către Nassau, și este cel mai mare și mai aglomerat aeroport al insulei.
Mangrove Bush (pop. 142) este locul unde se desfășoară activitățile de construcție de bărci pe insulă, în timp ce Hamilton (pop. 196) este remarcat pentru sistemul său extins de peșteri, care este parțial deschis pentru vizitare. La Salt Pond (pop. 98) se desfășoară regata⁠(d) Long Island, un eveniment anual care atrage turiști din întreaga lume. Stella Maris (pop. 80), în partea de nord a insulei, este centrul industriei turistice a insulei și are mai multe stațiuni. Acesta este deservit de Aeroportul Stella Maris. Seymour's, cea mai nordică așezare, are un monument dedicat lui Cristofor Columb. Buckley's (pop. 54) găzduiește Nelson Glandville McFarlane High School, un liceu ai cărui absolvenți au frecvent cele mai mari scoruri la examenul GCSE din Bahamas⁠(d), în rândul școlilor publice⁠(d) din țară, precum și biblioteca și muzeul Long Islandului.
Printre alte așezări se numără Roses (sau Roses Settlement),  Scrub Hill, Simms și Burnt Ground. Majoritatea localităților de pe insulă poartă numele familiilor care le-au fondat. Drept urmare, multe (dar nu toate) au numele în forma posesivă. Așezarea familiei Gray, de exemplu, este cunoscută sub numele de Gray's.
Un drum principal, conceput inițial pentru căruțe, duce de la Capul Santa Maria, din extreminatea nordică a insulei, până la extremitatea sudică de la Gordon's. Transportul pe Long Island este rutier, fiind disponibil un serviciu limitat de taximetrie, în special de la Stella Maris la Deadman's Cay și Clarence Town.

## Economie și turism
O parte a economiei se bazează pe turism și agricultură, dar pescuitul domină. Locuitorii cultivă mazăre⁠(d), porumb, banane și cresc animale mici, precum porci, găini, capre și oi. Câteva vite sunt crescute pentru export.
Datorită solului în general nefertil din Bahamas, o mare parte din agricultura practicată pe Long Island este în stilul ghiveci⁠(d), care implică plantarea în găuri fertile din calcar, unde se adună sol. Această metodă de agricultură contribuie la succesul fermierilor din Long Island, care de obicei reușesc să genereze suficient exces de produse pentru a- și vinde fructele și legumele în tot arhipelagul.
Printre atracțiile turistice se numără navigația⁠(d), pescuitul, scuba diving, scufundările libere, snorkellingul și relaxarea pe plaje. Plaja Capului Santa Maria, situată la Seymour's, este frecvent clasată drept una dintre cele mai frumoase plaje din lume. În ultimii ani, scufundătorii competitivi au căutat Dean's Blue Hole ca un loc unic de scufundări, unde s-au înregistrat atât recorduri mondiale (în special ale neo-zeelandezului William Trubridge⁠(d)), cât și un campionat mondial (în 2009). Majoritatea turiștilor închiriază un avion sau iau un zbor comercial de la Aeroportul Internațional Exuma din George Town, Exuma, sau de la Nassau. Au fost planificate zboruri internaționale oferite de Locair⁠(d), care ar fi marcat revenirea zborurilor internaționale regulate de peste zece ani; Locair însă nu mai activează.

### Aeroporturi
Insula are două aeroporturi, aeroportul Deadman's Cay, care este deservit de Bahamasair⁠(d) și alți transportatori aerieni locali, și aeroportul Stella Maris, care are și servicii de transport aerian local.

Aeroportul Stella Maris a fost proiectat și construit de Jack Henry Cordery, care a fost angajat de Stella Maris Estate Company în 1967, când a emigrat din Anglia pentru a ocupa postul de director de dezvoltare imobiliară. De asemenea, el a dezvoltat portul de agrement și a construit drumuri. A murit pe Long Island în 1968 și este înmormântat la Burnt Ground.

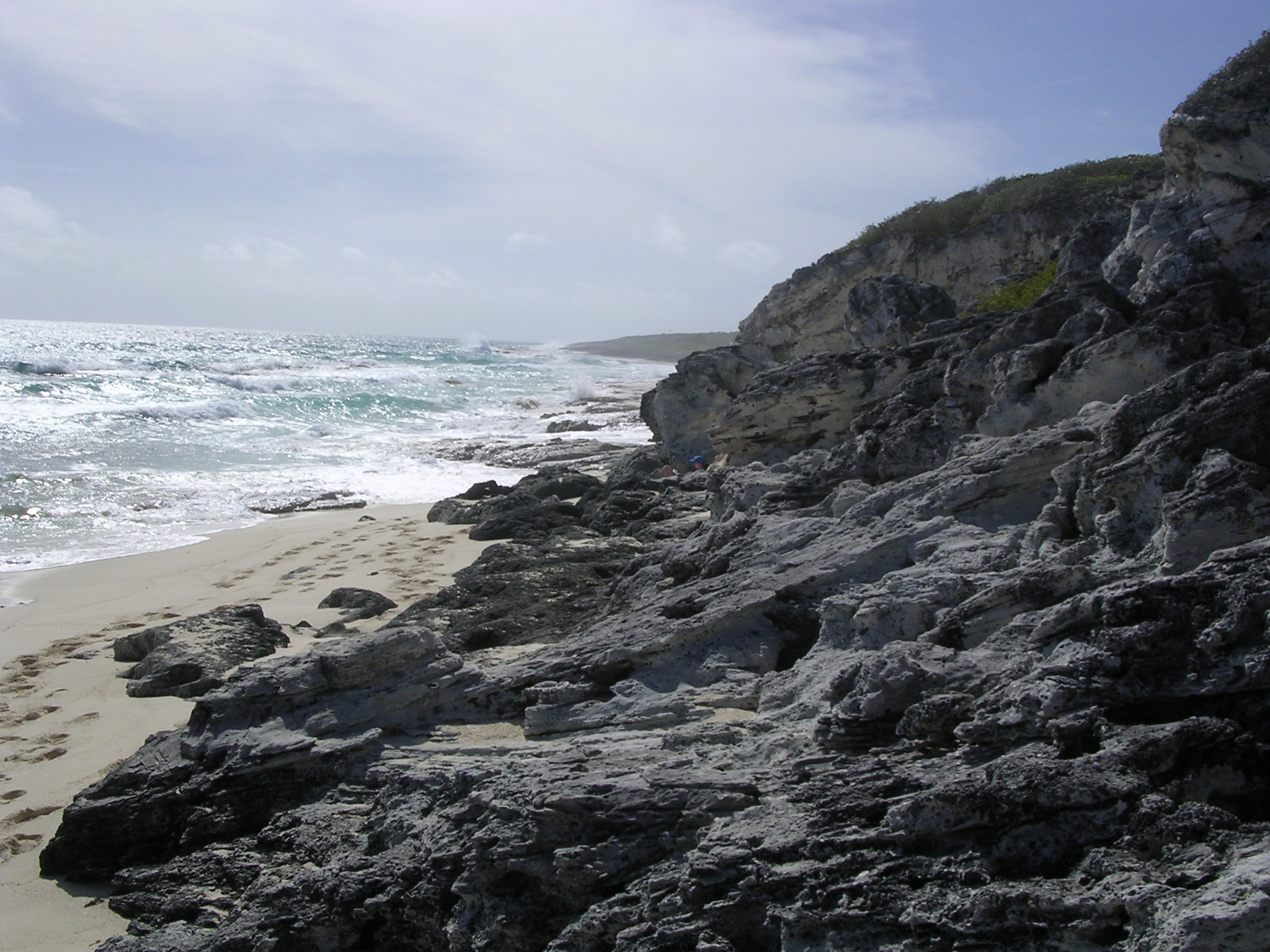
Windward Shore
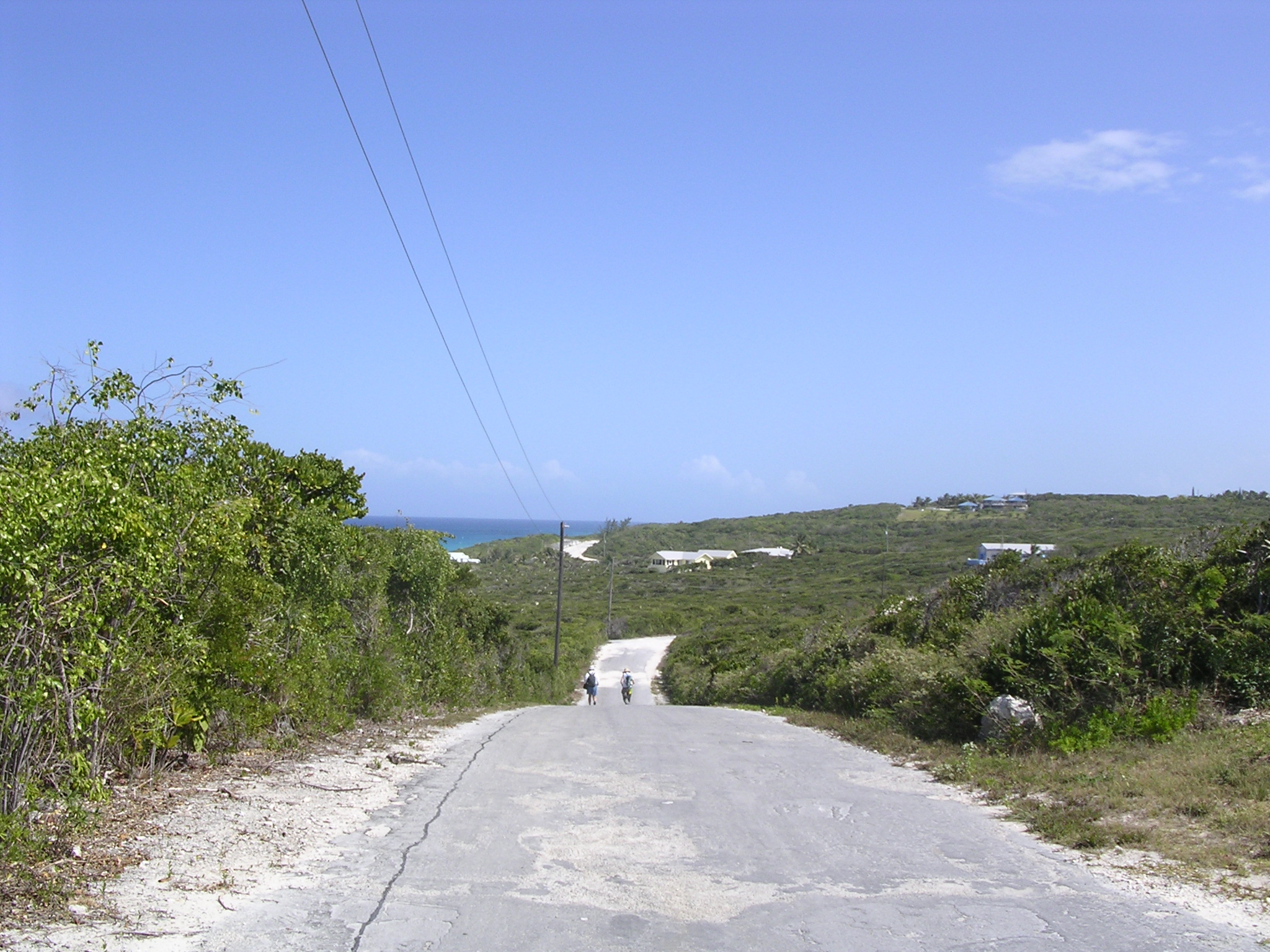
Drum pe Long Island
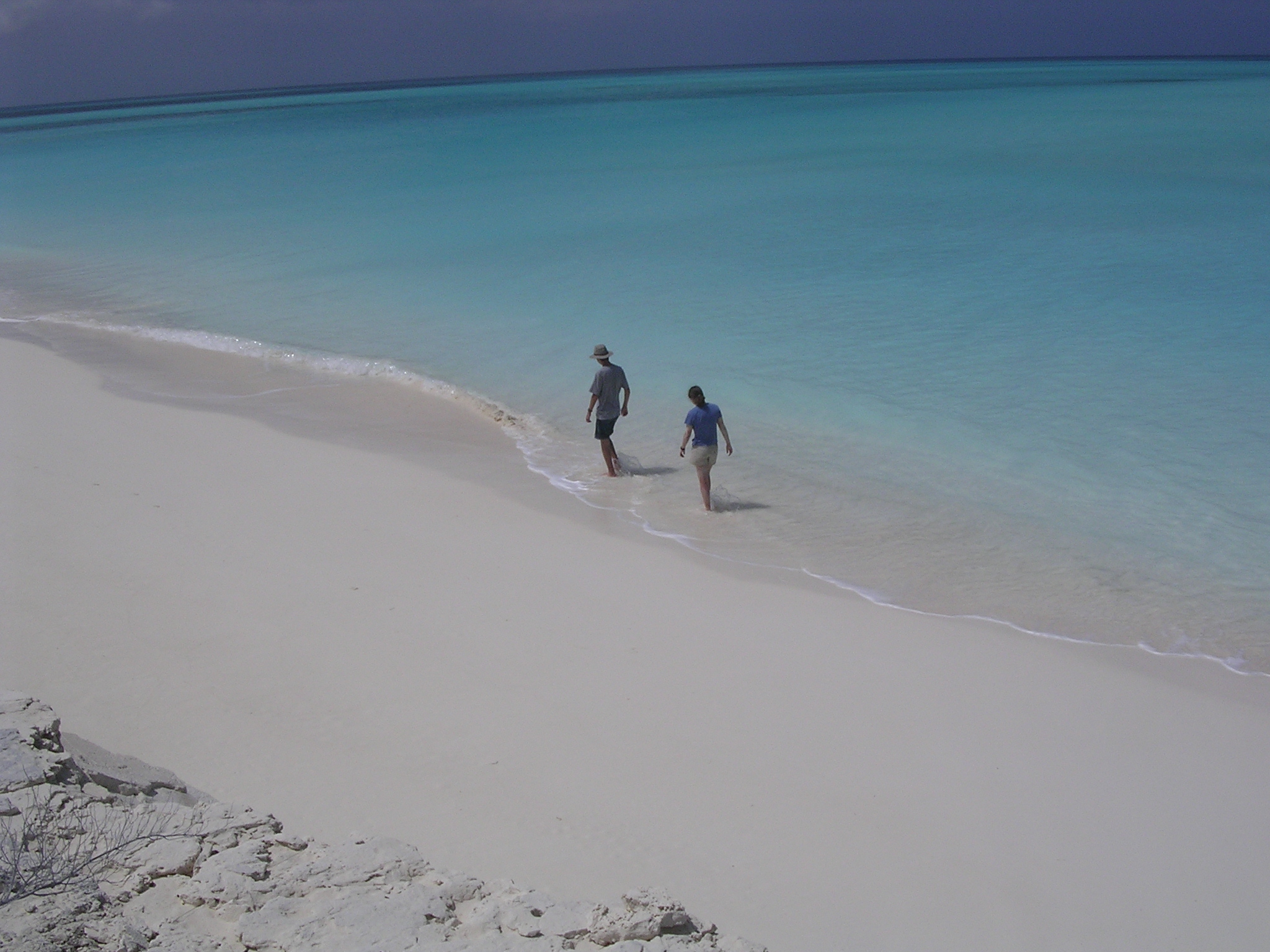
Plaja Lee Shore
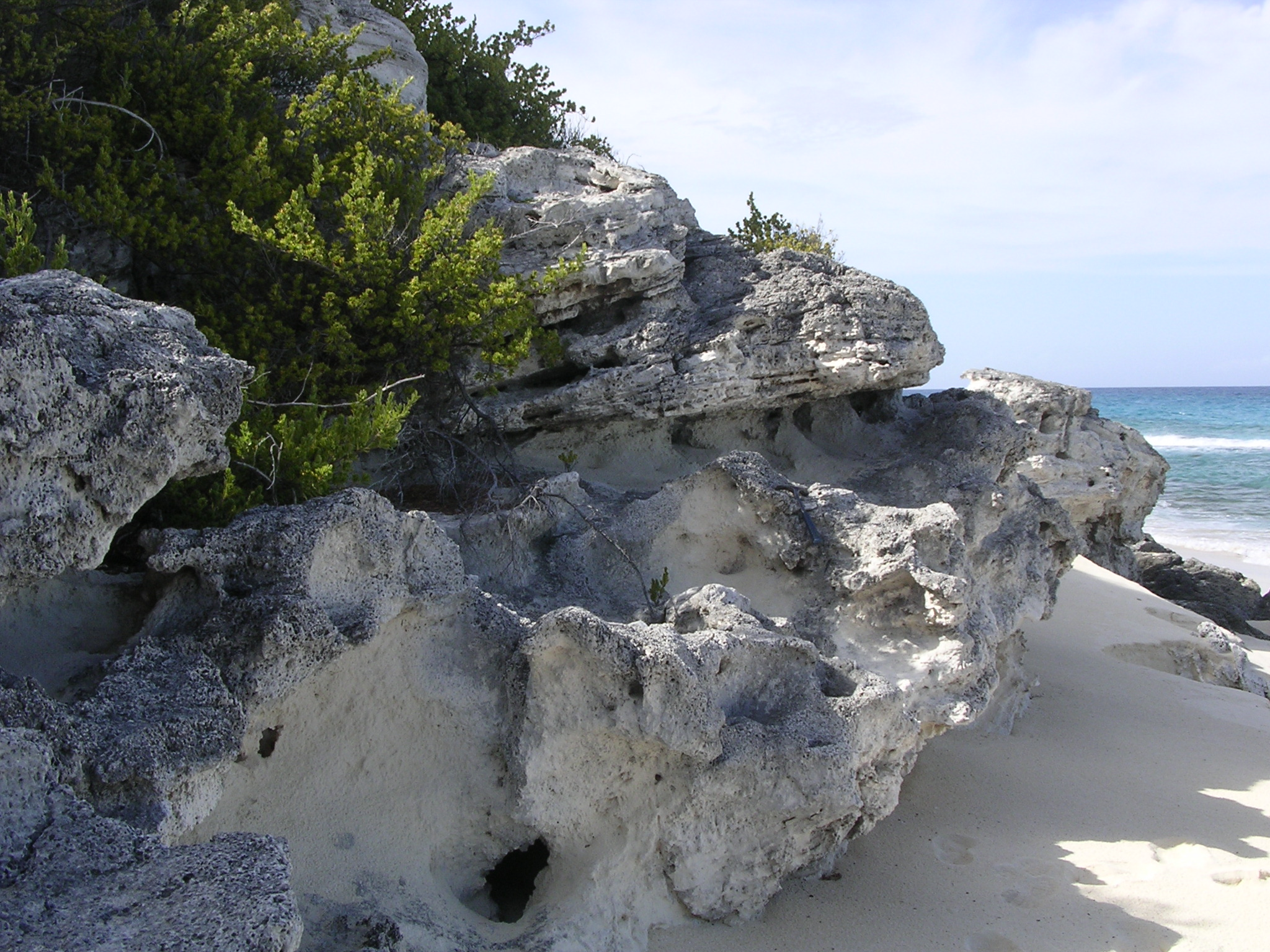
Eolianit⁠(d) holocenic pe Long Island
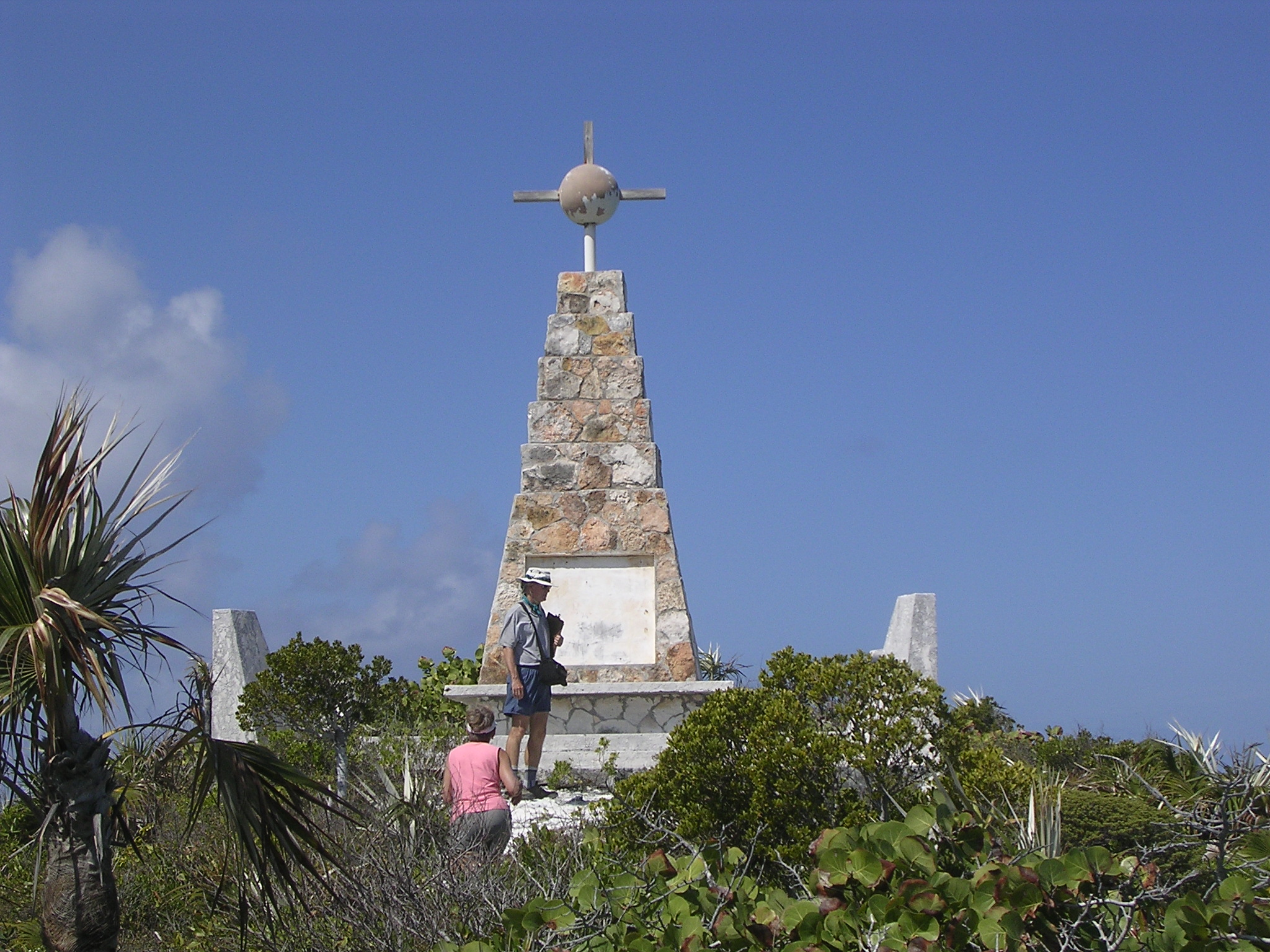
Monumentul lui Columb
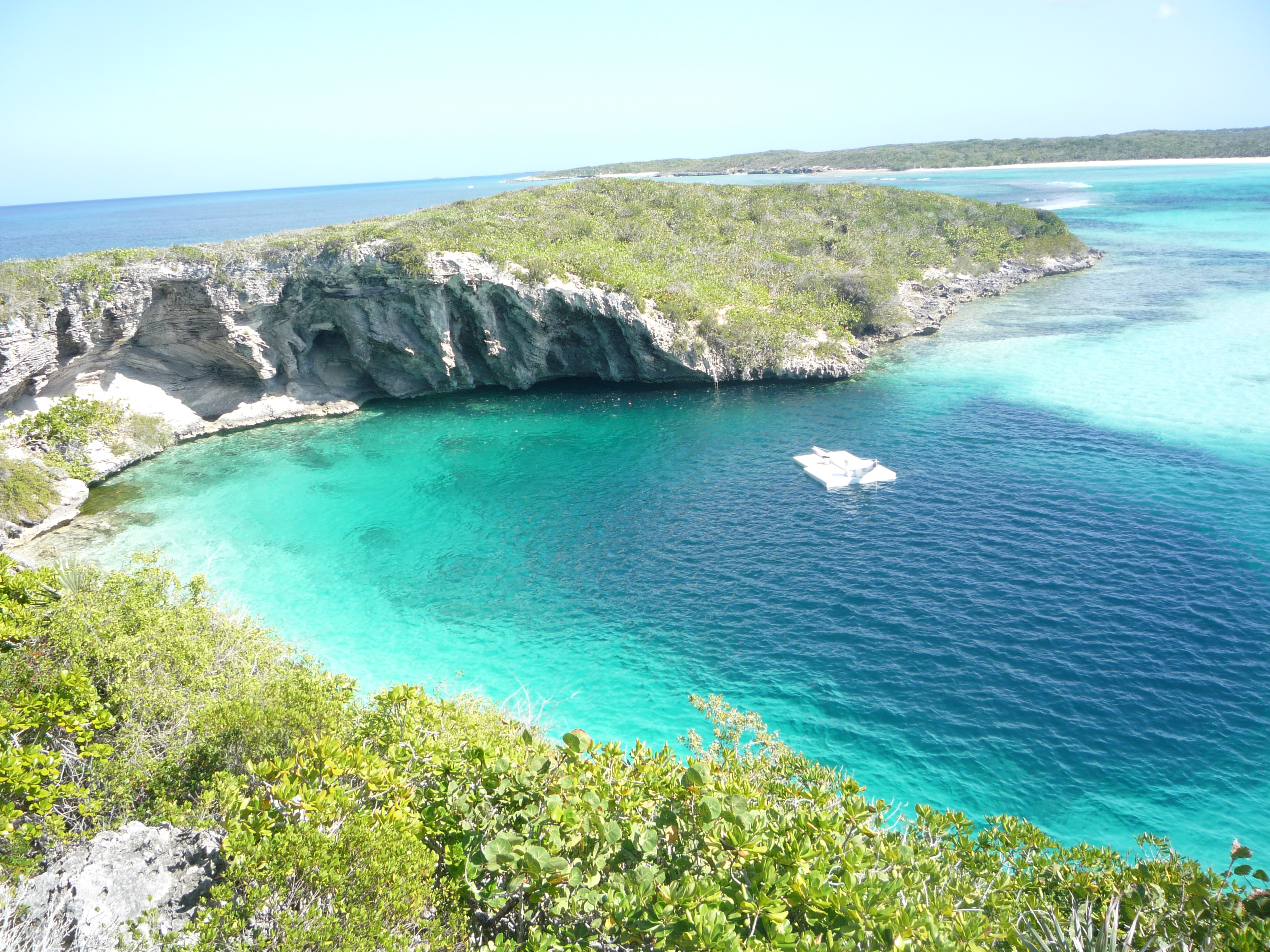
Dean's Blue Hole⁠(d)